# GIMP
GIMP (GNU Image Manipulation Program) je svobodný a otevřený rastrový grafický editor, který se používá zejména pro retušování a úpravy obrázků, fotografií, kreslení rukou, převod mezi různými formáty obrázků, tvorbu webové grafiky a specializovanější práce. Kromě široké škály rastrových nástrojů obsahuje i některé vektorové funkce, které jsou užitečnou pomůckou při práci s rastrovou grafikou (cesty, písma a další). GIMP je dostupný pro operační systémy Linux, BSD, macOS, Microsoft Windows, Solaris pod svobodnou licencí GPL verze 3. Je přeložen do více než 80 jazyků.

## Vlastnosti
GIMP podporuje celou řadu funkcí pro práci s grafikou, mimo jiné:
- široká škála nástrojů (štětec, pero, tužka, rozprašovač, guma, razítko a další)
- práce s kanály, vrstvami a cestami
- grafické filtry
- dodatečné zásuvné moduly a skripty v jazycích Python, Scheme, Lua, JavaScript, C, C++, Vala[3]
- práce s grafikou v prostoru RGB/RGBA, stupních šedi nebo indexované paletě, s přesností až 64 bitů na kanál
- plná podpora většiny významných rastrových formátů: PNG, JPG, TIFF, GIF, JPEG XL, WebP, AVIF, HEIF[4][5] aj.
- plná podpora vlastního nativního formátu XCF a částečná podpora nativního formátu Adobe Photoshopu (PSD)
- import vektorových obrázků ve formátu SVG a dokumentů v PDF

GIMP lze používat v režimu se samostatnými okny pro jednotlivé dialogy a otevřené obrázky; od verze 2.8 je k dispozici i režim s jedním oknem, který lze nastavit zaškrtnutím volby Režim s jedním oknem v nabídce Okna(součást hlavní nabídky obrázku). Okna je možné seskupovat do tzv. doků.
K jeho výhodám patří značná konfigurovatelnost a skriptovatelnost, jakož i nízká hardwarová náročnost – bez obtíží funguje i na počítačích považovaných za velmi pomalé. Dále se pyšní vysokou rychlostí zpracování, dostupností bohatého množství filtrů, rozsáhlou podporou souborových formátů, nativní podporou mnoha platforem a podporou velkého počtu lidských jazyků (k listopadu 2022 celkem 83, včetně češtiny a slovenštiny).

## Historie
Práci na editoru GIMP zahájili v roce 1995 studenti Kalifornské univerzity v Berkeley Spencer Kimball a Peter Mattis. Název GIMP pocházel původně z akronymu General Image Manipulation Program (Obecný program pro úpravy grafiky).  Editor pro své grafické rozhraní původně používal proprietární knihovnu Motif. Aby se GIMP stal nezávislým na proprietární knihovně a bylo ho možné bez problémů šířit, byla speciálně pro GIMP vyvinuta nová svobodná knihovna GTK (GIMP Toolkit). Ta se mezi programátory stala velmi populární a na jejím základě vznikla celá řada dalších aplikací, mimo jiné grafické pracovní prostředí GNOME. V roce 1997 se stal součástí projektu GNU a akronym byl změněn na "GNU Image Manipulation Program". Program GIMP je nyní vyvíjený a udržovaný skupinou dobrovolníků.
Odštěpením od verze GIMPu 1.0.4 vznikl fotografický editor CinePaint. Ten se soustředí na retušování videa po jednotlivých políčcích.
Další hlavní verze GIMPu, 2.8, vyšla po 3,5 letech vývoje dne 3. května 2012. Nově obsahovala možnost zobrazení v jediném okně, seskupování vrstev, přímou editaci textů či možnost výpočtů v dialogových polích.
Verze 2.10 (duben 2018) po 6 letech vývoje přinesla mnohé novinky, např. vícevláknový běh programu, přehled využití systémů, filtr světel a stínů, masky skupin vrstev, podporou formátu JPEG 2000, podporu snímků obrazovky, řadu aktualizací v knihovně GEGL atd.
V srpnu 2019 vývojář knihovny GEGL Øyvind Kolås oznámil novu funkci Color Assimilation Grid, která pomocí optického klamu promění černobílý obrázek na barevný. Funkce by měla být dostupná v nejbližším vydání GIMPu. V březnu 2025 vyšla verze 3.0 s upraveným chováním vrstev, vylepšenou podporou grafických tabletů, uživatelským rozhraním upravitelným pomocí CSS a sadou knihoven GTK3.